# Бекетов, Андрей Николаевич (хирург)
Андрей Николаевич Бекетов (1823—1895) — русский хирург, заслуженный профессор Казанского университета.

## Биография
Родился 3 (15) октября 1823 года в семье профессора Московского университета Николая Андреевича Бекетова.
В 1844 году окончил медицинский факультет Московского университета со званием лекаря 1-го отделения и с 17 октября был назначен помощником ординатора, а затем ассистентом (1846 — октябрь 1848) в университетской хирургической клинике; успешно проводил операции при камнях мочевого пузыря, грыжах, катаракте.
В 1848 году получил учёную степень доктора медицины (утверждён 28 октября), защитив диссертацию по теме «Паховые грыжи» («De hernia ingninale») и 24 декабря был определён исполняющим должность экстраординарного профессора кафедры теоретической хирургии в Казанском университете; был утверждён в должности 12 сентября 1849 года.
Ординарным профессором был избран 6 июля 1853 года (утверждён 12 августа). Преподавал акушерство во втором полугодии 1853/1854 учебного года и в 1856/1857 учебном году. С 1 апреля 1861 года был директором хирургического отделения госпитальной клиники. Одновременно, в период с 5 октября 1865 по 8 февраля 1867 года был старшим врачом больницы приказа общественного призрения. В 1868/1869 учебном году временно читал офталмиатрию. С 20 декабря 1868 года — действительный статский советник.
А. Н. Бекетов был уволен со службы 21 ноября 1870 года, не пройдя баллотировку по окончании текущего пятилетия службы. Однако уже в 1872 году был избран ординарным профессором на кафедру факультета хирургической клиники, освободившуюся с уходом профессора Сутковского, не прошедшего в ноябре 1871 года баллотировки.
Был удостоен звания заслуженного профессора университета 7 марта 1876 года; 26 мая 1877 года по выслуге 30 лет был избран ещё на одно пятилетие службы. По прошению вышел в отставку 11 ноября 1882 года. На посту завкафедрой факультетской хирургии его сменил профессор Н. И. Боголюбов.
Умер в Казани 3 (15) февраля 1895 года.

## Награды
- орден Св. Станислава 2-й ст. (1862)
- орден Св. Анны 2-й ст. (1865)
- орден Св. Владимира 3-й ст. (1874)
- орден Св. Станислава 2-й ст. (1878)

## Семья
Женился 27 июля 1852 года на дочери уржумского 1-й гильдии купца Елене Павловне Матвеевой, брак был заключён в казанской университетской церкви. Их сыновья: Николай (30.06.1856—?) и Сергей (30.05.1863—?). Род был внесён в 3-ю часть дворянской родословной книги Казанской губернии по определению Казанского дворянского депутатского собрания от 22 мая 1858 года и утверждён указом Герольдии от 7 октября 1858 года.